# 中山弥次右衛門
中山 弥次右衛門（なかやま やじえもん、生年不詳 - 天和3年5月25日（1683年6月19日））は、江戸時代前期の武士。越後国新発田藩士。赤穂浪士四十七士の一人堀部武庸（堀部安兵衛）の実父。通称は、はじめ七之助（しちのすけ）といった。
父の中山弥次右衛門も新発田藩士で江戸詰め300石であった。正保2年（1645年）に父が江戸で死去し、中山家の家督と弥次右衛門の通称を相続した。承応2年（1653年）に国許の新発田城勤務を命じられ、250石を与えられた。また妻として同藩組頭溝口盛政の六女を迎え、その間に中山安兵衛（のち堀部武庸）と三人の娘を儲けた。長女ちよは夭折したが、次女きんは、中蒲群牛崎村の豪農の長井弥五左衛門に嫁ぎ、三女は溝口家家臣町田新五左衛門に嫁いでいる。
しかし勤務ぶりがよくなかったのか、後に200石に減俸され、さらに最終的には溝口家を浪人することとなる。浪人の時期・理由については諸説あるが、一番有力なのは『世臣譜』の記述を根拠にする説で、天和3年（1683年）に城の櫓の管理を任されていたのに失火させて櫓を失ってしまったため藩を追われた、とするものである。
浪人直後の天和3年（1683年）5月25日に死去。中山家菩提寺の長徳寺に葬られた。法名は釈休誓。
なお遺児の中山安兵衛は、このあと母方の実家溝口盛政へ引き取られたが、その二年後には盛政も死去したため、姉の嫁ぎ先の長井家へ引き取られる。安兵衛は、19歳のときに江戸へ出て高田馬場の決闘で名をあげ、これに惚れ込んだ赤穂藩士堀部金丸に婿養子に誘われ、堀部ほりと結婚して堀部武庸となる。